# آنتال سابو
آنتال سابو (مجاری: Szabó Antal؛ ۴ سپتامبر ۱۹۱۰ – ۱۸ آوریل ۱۹۷۲) بازیکن فوتبال اهل مجارستان بود.
از باشگاه‌هایی که در آن بازی کرده‌است می‌توان به باشگاه فوتبال ام‌تی‌کی بوداپست اشاره کرد.
وی همچنین در تیم ملی فوتبال مجارستان بازی کرده‌است.